# Josef Maršál (moderátor)
Josef Maršál (* 9. února 1966) je český novinář, moderátor, reportér a herec.

## Život
V letech 1986 až 1991 vystudoval Vysokou školu ekonomickou v Praze (získal titul Ing.).
Od roku 1990 pracuje v Československé televizi, resp. od roku 1993 v České televizi. Nejdříve byl externím členem redakce zpravodajství (1990 až 1991), od roku 1991 je v redakci přímo zaměstnán. Podílel se na pořadech noční Zprávy, Minuty dne, zahraniční 21, Události ve světě či Události plus. V letech 2000 až 2012 moderoval spolu s Jolanou Voldánovou pořad Události, hlavní zpravodajskou relaci České televize.[nedostupný zdroj]
V roce 2003 začal také uvádět pořad Toulavá kamera s Ivetou Toušlovou, dříve působil i v pořadu Objektiv. Malou roli moderátora si zahrál v roce 2007 ve filmu Maharal – Tajemství talismanu. Autorsky se podílel na knižním vydání některých reportáží Toulavé kamery.
Od roku 2015 pracuje rovněž jako zprávař v Českém rozhlasu a s Českou televizí dál spolupracuje jako externista.